# Hildegard Klepper-Paar

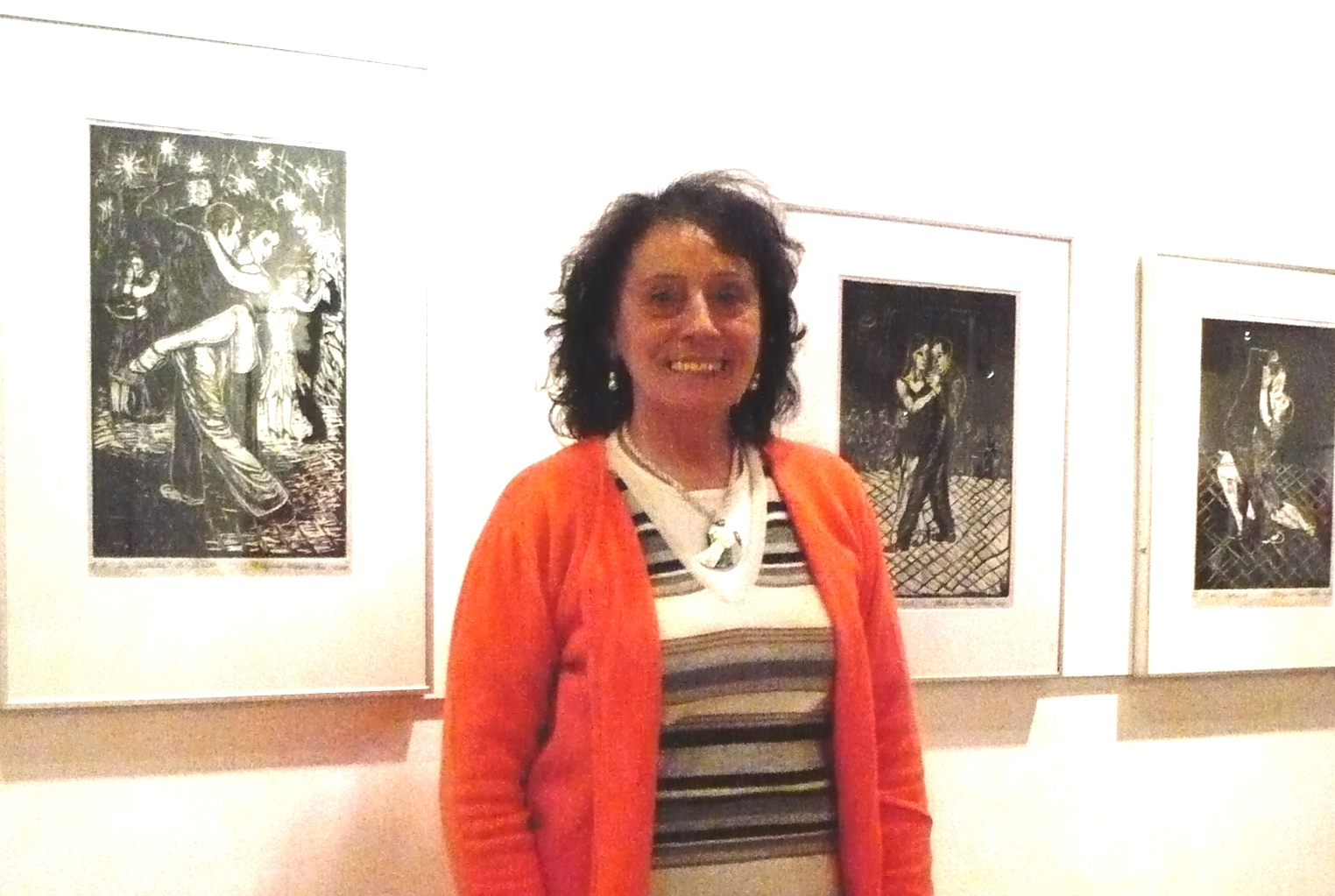
Hildegard Klepper-Paar, Landshut, 2009

Hildegard Klepper-Paar (geb. Hildegard Stefanie Paar, * 20. August 1932 in Orșova (deutsch Orschowa), Königreich Rumänien) ist eine rumäniendeutsche Grafikerin.

## Leben
Hildegard Klepper-Paar wurde als Tochter von Elisabeth Paar (geb. Altmann) und Joseph Paar in der Donaustadt Orschowa (Orșova) am Eisernen Tor im rumänischen Banat geboren. Der Vater war Donauschiffer, die Mutter Hausfrau.
Hildegard ist die ältere von zwei Töchtern. Sie besuchte von 1939 bis 1944 die Volksschulen in Orschowa (4 Jahre) und in Deta. Während der Sommerferien 1944, die sie bei den Großeltern in Moravița im Banat verbrachte, wurde sie zusammen mit ihrer jüngeren, damals neunjährigen Schwester Aurelia von den Kriegsereignissen überrascht. Die Schwestern flohen mit einer Großtante, aber ohne Eltern und Großeltern, zusammen mit den meisten Bewohnern der Gemeinde vor den nahenden russischen Truppen. Ihr Weg führte sie zu Fuß durch Jugoslawien, Ungarn und Österreich bis an die Bayerische Grenze, wo sie bis 1946 in einem Flüchtlingslager bei Mondsee im Salzburg (Bundesland) weilten. Im folgenden Winter führte sie der Vater in einer „Nacht-und-Nebel-Aktion“ an Grenzposten vorbei wieder zurück ins Banat nach Moravița.
Es folgte von 1949 bis 1953 die Ausbildung am Lyzeum für Bildende Kunst in Timișoara (deutsch Temeswar) unter Franz Ferch (Malerei) und Julius Podlipny (Zeichnen). Von 1953 bis 1959 studierte sie an der Nationalen Universität der Künste Bukarest (Institut für Plastische Kunst Nicolae Grigorescu) bei den Professoren Schweitzer-Cumpana, Samuel Mützner (Malerei), Vasile Cazar, Fred Mikos, Simion Juca (Graphik), und erreichte 1959 den Abschluss mit Staatsexamen.
1958 folgte die Ehe mit dem Banater Komponisten Walter Michael Klepper, und bis 1961 die Geburt ihrer drei Kinder (Ralf, Ursula und Karin). 1959 wurde sie in die Künstlervereinigung Fondul Plastic aufgenommen und erhielt 1963 die Mitgliedschaft im rumänischen Künstlerverband Uniunea Artiștilor Plastici din România (U.A.P.) in der Hauptstadt Bukarest. Sie nahm an den vom Verband organisierten staatlichen Jahresausstellungen für Graphik und an zahlreichen Ausstellungen rumänischer Künstler im Ausland teil, bei denen sie erste Kontakte zu westlichen Künstlern hatte. 1973 etablierte sie ihr eigenes Atelier in Bukarest. Nachdem das kommunistische Regime ihr Anfang 1977 zunächst den letzten Besuch bei ihrem in Deutschland lebenden und im Sterben liegenden Vater verweigerte, entschloss sie sich, in die Bundesrepublik überzusiedeln. Nach der Scheidung von ihrem Ehemann Walter Michael Klepper folgte sie 1977–78 der Einladung des Verlegers Hermann Wittemann in dessen für Künstler offenes Atelierhaus Maison la Grace in Mandelieu-la-Napoule an der Côte d’Azur, wo sie Kontakt zu dort tätigen französischen Künstlern fand. 1978 wurde sie Mitglied im Münchner Künstlerverband BBK, in dem sie bis 1986 Präsidiumsmitglied war.
Seit 1994 lebt und arbeitet sie in Pilgramsberg im Landkreis Straubing-Bogen. 1995 wurde sie Mitglied in der Gemeinschaft Bildender Künstler (GEDOK), und 1997 in der Gemeinschaft Bildender Künstler Straubing. Ihre Aufgaben dort sind die Leitung von Kunstkursen sowie die Organisation von zahlreichen Ausstellungen im In- und Ausland, an denen sie mit ihren Werken auch selbst teilnimmt.

## Auszeichnungen
- 1970 – Intergrafik Berlin des Verbandes Bildender Künstler der DDR
- 1977 – Grafikpreis Bukarest

## Werk
Ihr Werk umfasst Radierungen, Lithografien, Holzschnitte, Zeichnungen und Malerei.

## Ausstellungen

### Teilnahme an internationalen Ausstellungen
- 1976/70/73: Berlin: Intergarafik
- 1971: Barcelona: „III.Bienal Internacional del deporte“
- 1972: Milano: „Internationale Graphikausstellung“
- 1972/74: Ibiza: „La Bienal de Ibiza“ Museo de Arte Contemporaneo de Ibiza
- 1975: Barcelona: „Bienal internacional“
- 1984/85: Monte Carlo: „Prix International d’Art Contemporain de Monte Carlo“
- 1990: Kangawa, Japan: „The 16th International Independante Exhibition of Prints“
- 1990: Tuzla, Jugoslawien: „International Bienal Exhibition of Portrait“
- 1990: Banská Bystrica, CSR: „International Bienal Exhibition of Woodcut“
- 1991: Varna, Bulgarien: „6. International Print Biennale“

### Gruppenausstellungen
- 1959–1976: Jahresausstellungen der U.A.P. (Künstlerverband) Bukarest
- 1972: Tokyo: Central Museum of Arts, Milano: Castello Sforzesco
- 1977: Regensburg: „51. Jahresschau“
- 1978: Regensburg: Ostdeutsche Galerie
- 1979: München: Rathaus, ehem. Kassenhalle, Ausstellung „Künstler im Rathaus“
- 1980: München: Haus der Kunst „Große Kunstausstellung“, Rathaus, ehem. Kassenhalle („Mensch und Umfeld“)
- 1981: München: Haus der Kunst „Große Kunstausstellung“, Galerie der Künstler im BBK
- 1983: München: BMW-Galerie, Galerie der Künstler; Kunstkreis Landshut
- 1984: München:Galerie der Künstler; Esslinger Künstlergilde
- 1988: München: Galerie der Künstler, Schloss Blutenburg; Hamburg, Rosenheim
- 1991: München: Kunstpavillon
- 1997: Straubing, München, Regensburg, Mitterfels, „Große Ostbayerische Kunstausstellung“
- 2000: Michigan (USA), Mitterfels, Deggendorf, „Große Ostbayerische Kunstausstellung“
- 2003: „Große Ostbayerische Kunstausstellung“
- 2005: „Große Ostbayerische Kunstausstellung“ – BBK Niederbayern/Oberpfalz
- 2006: GBK Straubing
- 2007: GBK Straubing, „Modi di vedere I“ Venedig
- 2008: GBK Straubing, „Modi di vedere II“ Venedig
- 2009: GBK Straubing, Landshut

### Einzelausstellungen
- 1975: Stadtgalerie (Casa de cultură) Reșița (Banat/Rumänien),
- 1976: „Galerie des Künstlerverbandes“ (Câminul Artei) Bukarest,
- 1978: „Kleine Galerie“ Waiblingen,
- 1983: „Kunstkreis“ Landshut,
- 1992: Kunstpavillon München,
- 1993: Tokyo EEG Galerie, Abano-Terme Galerie „Arte Contemporanea“, „Istituto Rumeno di cultura“ Venedig
- 2002: München Üblacker-Häusl

## Illustrationen
- Paungger, Johanna; Poppe, Thomas; Klepper-Paar, Hildegard (Illustr.): Aus eigener Kraft – Gesundheit und Gesundwerden in Harmonie mit Natur- und Mondrhythmen; Goldmann Wilhelm Verlag, München 1993–2007; ISBN 978-3-442-13972-9.
- Paungger, Johanna; Poppe, Thomas; Klepper-Paar, Hildegard (Illustr.): Das Mondlexikon – Vom richtigen Zeitpunkt – Das Standardwerk; Goldmann Wilhelm Verlag, München 2000–2010; ISBN 978-3-442-17172-9.
- Else Kornis; Hildegard Klepper-Paar (Illustr.): „Neue Freunde“, Kriterion Verlag Bukarest 1970 (Dt. Nationalbibliothek Leipzig – 1971A15862)
- Kornis, Else; Klepper-Paar, Hildegard (Illustr.): „Lenchen, kennst du deinen Park?“, Kriterion Verlag Bukarest 1969 (Dt. Nationalbibliothek Leipzig – 1970A5661, Frankfurt – D70/3143)
- Ilk-Slamar, Ilse; Klepper-Paar, Hildegard (Illustr.): „Tintenfritze“; Jugendverlag Bukarest 1966 (Dt. Nationalbibliothek Leipzig – 1966A21291; Frankfurt – DKs 53428)